# Didymosphaeria futilis
Didymosphaeria futilis är en lavart som först beskrevs av Berk. & Broome, och fick sitt nu gällande namn av Rehm 1879. Didymosphaeria futilis ingår i släktet Didymosphaeria och familjen Didymosphaeriaceae.  Arten är reproducerande i Sverige. Inga underarter finns listade i Catalogue of Life.